# St. Markus (Chemnitz)

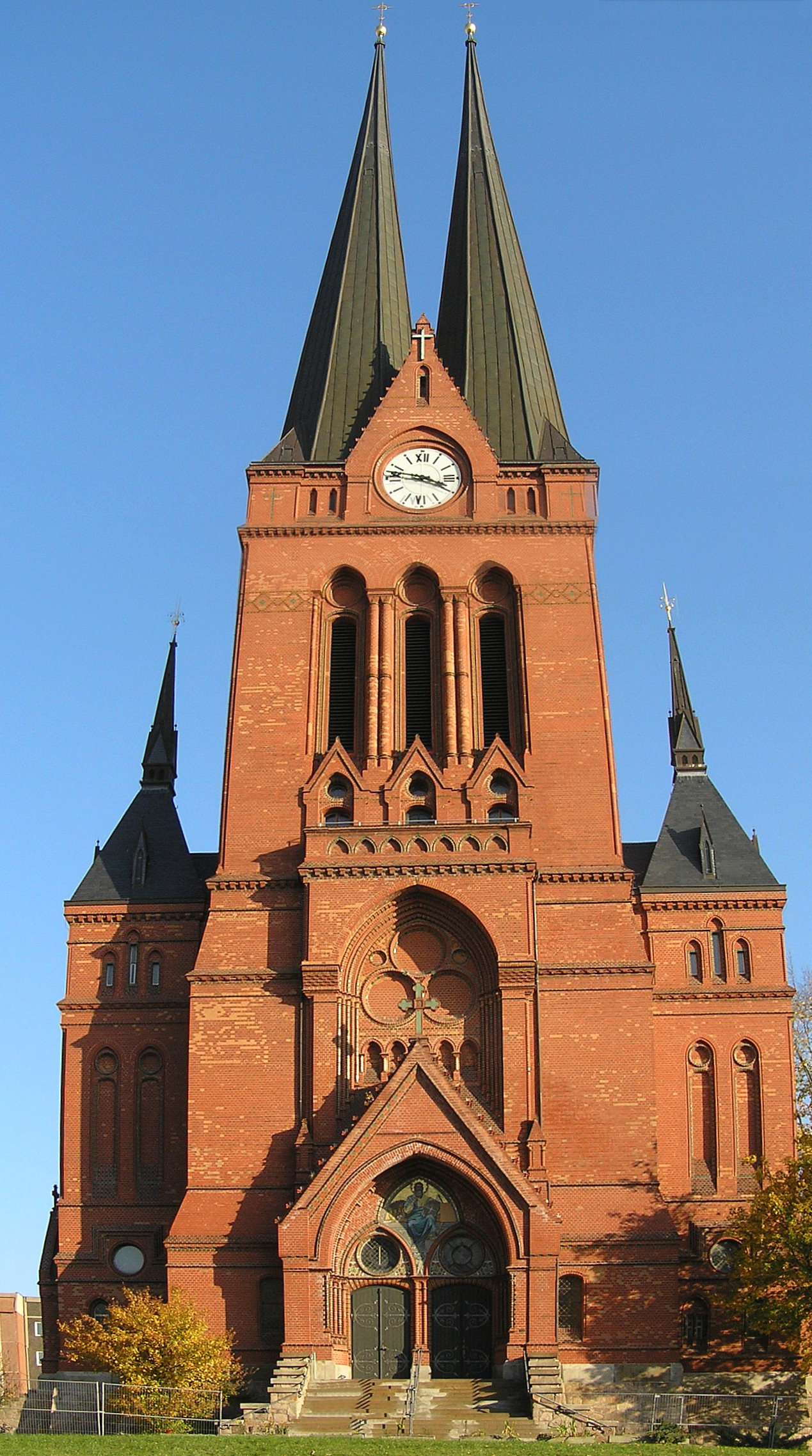
Kirche St. Markus, Wahrzeichen des Sonnenbergs

Die evangelische Markuskirche im Chemnitzer Stadtteil Sonnenberg wurde 1893 bis 1895 nach Entwürfen der Berliner Architekten Abesser und Kröger im Stil der norddeutschen Backsteingotik errichtet. Auffällig ist der weithin sichtbare Doppelhelm-Turm. Die Farbverglasungen sind noch im Original erhalten. Die damalige Orgel stammte vom Orgelbauer Jehmlich aus Dresden. Die ursprüngliche Bemalung der Wände ist nur noch teilweise erhalten. Die Kirche hat 1350 Plätze.

## Geschichte
Das starke Bevölkerungswachstum der Stadt Chemnitz machte eine weitere Teilung der Johannisgemeinde notwendig, von der zuvor bereits zwei neue Gemeinden abgepfarrt worden waren. In diesem Zusammenhang erwarb die Johannisgemeinde 1885 für 70.000 Mark ein Baugrundstück am Körnerplatz. Am 1. April 1891 wurde die neue Kirchgemeinde, die zu diesem Zeitpunkt 20.000 Mitglieder hatte, offiziell gegründet. Da für die Gemeinde eine eigene Kirche und ein Gemeindehaus gewünscht waren, wurde ein Bauprogramm beantragt, welches durch das Landeskonsistorium am 22. Oktober 1892 ohne Auflagen genehmigt wurde. Es umfasste folgende Eckpunkte:
- die Achse der Kirche solle mit der des Körnerplatzes (Ost-West) übereinstimmen
- Turm und Portal sollen dem Körnerplatz zugewandt sein
- der Kirchenbau soll ca. 1200 Sitzplätze mit freier Sicht auf Kanzel und Altar sowie eine Taufkapelle und eine Sakristei beherbergen
- im Orgelchor soll Platz für 100 Sänger sein
- die Kirche soll mit Gasbeleuchtung und Zentralheizung ausgestattet sein
- der Turm soll drei Glocken mit insgesamt 6 Tonnen Gewicht und eine Uhr mit vier Zifferblättern tragen
- das Mauerwerk soll eine Ziegelverblendung erhalten
- der Bau soll ausschließlich der Innenausstattung maximal 300.000 Mark (ungefähr 1.917.000 Euro) kosten

Bereits am 24. Oktober 1892 erfolgte die Auslobung eines Architektenwettbewerbs, bei dem insgesamt 79 Entwürfe fristgerecht eingereicht und bewertet wurden. Die Entscheidung des Preisgerichts fiel am 13. und 14. Februar 1893 zugunsten des Entwurfs mit dem Motto „Ecclesia“ der Berliner Architekten G. Abesser und Jürgen Kröger. Der Bauausschuss beschloss daraufhin eine Bausumme von insgesamt 375.000 Mark (ungefähr 2.396.000 Euro). Nach einer Kritik am Projekt in der Bevölkerung wurde ein zweiter Entwurf der gleichen Architekten mit dem markanten Doppelhelm-Turm diskutiert, der sich schließlich durchsetzte. Die Orgel wurde mit ungefähr 45 Stimmen, 3 Manualen sowie Pedalen und elektrischem Antrieb geplant. Auch die Glocken sollten elektrisch betrieben und nicht aus Bronze, sondern aus Stahlguss gefertigt werden. Sie sollten eine Nachbildung des Geläuts der Kaiser-Wilhelm-Gedächtniskirche in Berlin werden. Die Genehmigung des Bauvorhabens erfolgte Anfang Juli 1893. Der Chemnitzer Bauunternehmer Hugo Duderstaedt leitete die Ausführung der Erd- und Maurerarbeiten, die Granitarbeiten wurden an das Dresdner Unternehmen Kunath vergeben und sollten in Lausitzer Granit ausgeführt werden. Mit dem Geläut wurde der Bochumer Verein für Bergbau und Gußstahlfabrikation (BVG) betraut. Den Zuschlag für die Orgel erhielt die Werkstatt Jehmlich Orgelbau Dresden. Noch im selben Monat begannen die Ausschachtungsarbeiten, am 26. Oktober 1893 wurde der Grundstein gelegt. Noch während der Bauarbeiten zeichnete sich eine Überschreitung der Baukosten ab. Darum wurde Mitte Mai 1894 eine Kürzung des Turms um 4 m sowie der Wegfall der Portalfigur des Evangelisten Markus beschlossen. Bereits Anfang Juni wurde eine zusätzliche Kürzung des Turms um weitere 4,50 m festgelegt. Am 3. August 1894 konnte schließlich das Richtfest gefeiert werden. Am 28. September 1894 wurden die Turmknöpfe (mit zeitgenössischen Dokumenten) in 84 Metern Höhe gesetzt, und am 13. November 1895 fand die Kirchweihe statt.
Eine Folge der kurzen Bauzeit der Kirche mit der damit verbundenen unzureichenden Sorgfalt in der Bauausführung waren Wasserschäden, die sich schon bald nach Vollendung des Baus zeigten, und die man mit einem Feuchtigkeitsschutz durch Teeranstrich beseitigte. Die ursprüngliche Dachdeckung mit Ziegeln erwies sich wegen herunterfallender Ziegel als untauglich und wurde durch Kupferblech ersetzt. 1934 wurden Dachreiter und Nebentürmchen entfernt, und während des Zweiten Weltkrieges wurde das Kupferblech des Dachs für Rüstungszwecke abgenommen und notdürftig ersetzt. Erst 1956 wurde der ursprüngliche Zustand wiederhergestellt. Weil notwendige Reparaturmaßnahmen unterblieben, Schäden an Dach und Mauerwerk nicht behoben wurden, verfiel die Kirche in den 1970er Jahren zusehends.
Da die Gemeinde die Mittel für eine Sanierung nicht aufbringen konnte, überlegte man Ende der 1970er Jahre, das Gebäude in staatliche Hände zu geben. 1984 beschloss das Landeskirchenamt jedoch, die Markuskirche als Gemeindezentrum zu erhalten. Obwohl die Kirche 1985 in die Liste schützenswerter Baudenkmäler aufgenommen worden war, verfiel sie immer mehr und wurde schließlich 1989 der Stadt übereignet.
1992 bildete sich unter Kantor Nagel der Förderverein zum Erhalt der Markus-Kirche. Subventionen und Fördermittel konnten beschafft werden, so dass 1992 mit Sanierungsmaßnahmen begonnen werden konnte. So wurde das originale Läutewerk überholt und wieder eingebaut. Im Jahr 2000 wurde der Kirchenboden erneuert.

## Glocken und Orgel
Am 27. März 1895 wurden die drei vom Bochumer Verein gefertigten Gussstahlglocken in Dienst gestellt:
- große Glocke (Schlagton: b0, Durchmesser: 1.888 mm, Gewicht: 2.850 kg)
- mittlere Glocke (Schlagton: des1, Durchmesser: 1.570 mm, Gewicht: 1.555 kg)
- kleine Glocke (Schlagton: es1, Durchmesser: 1.385 mm, Gewicht: von 1.086 kg)

Die Glocken hängen an historischen Holzjochen im Stahlglockenstuhl (von jeweils 1895).
Während die Glocken die Kriege unbeschadet überstanden haben, wurden die Zinnpfeifen der Orgel der Gebrüder Jehmlich aus Dresden 1917 als kriegstaugliches Material entfernt und eingeschmolzen. Die heutige Orgel, ein computergesteuertes Instrument, wurde von der Firma Ahlborn gebaut.